# Taphrina

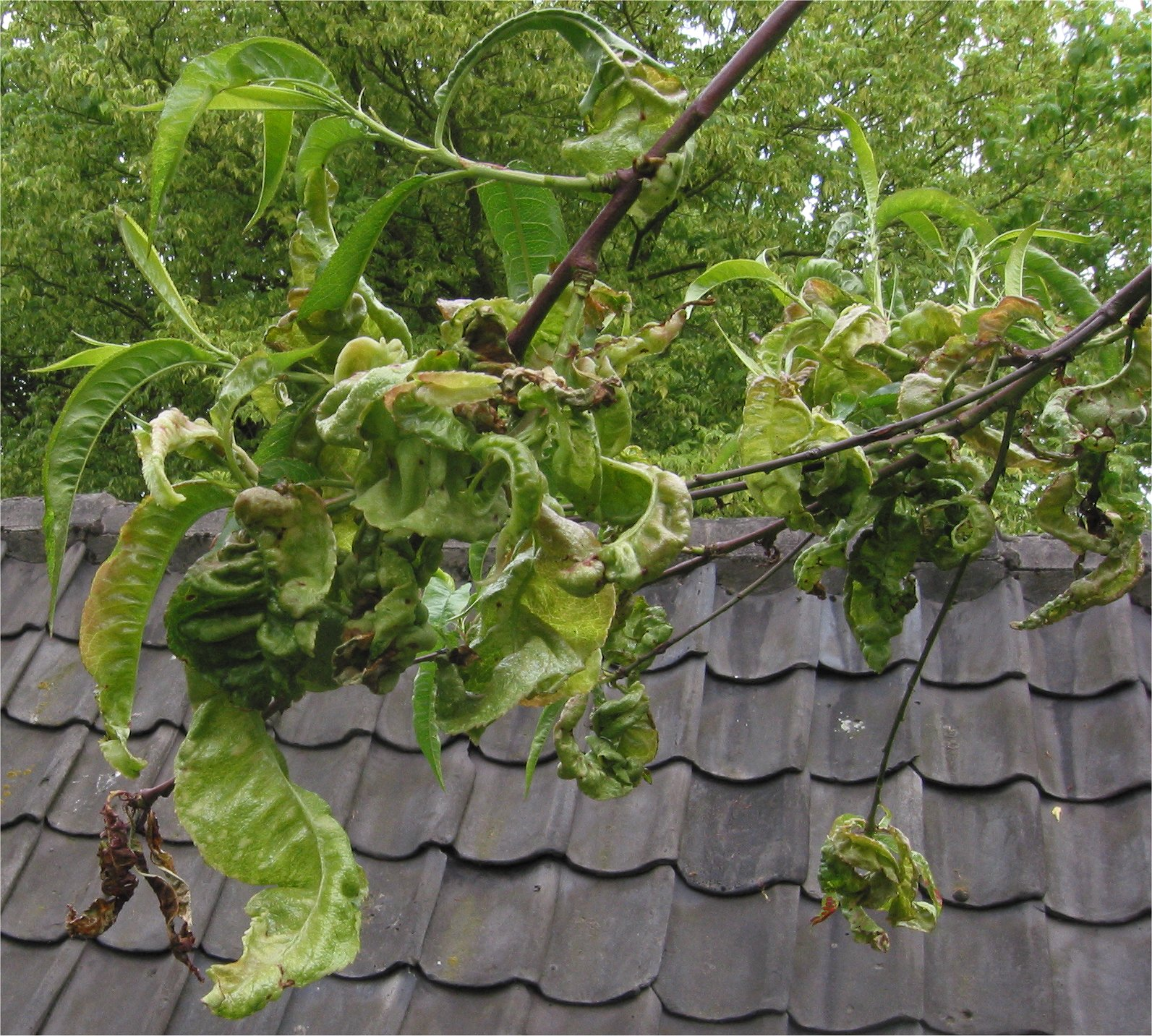
Von Taphrina deformans befallener Pfirsichbaum

Taphrina-Arten sind streng an ihre Wirte gebundene parasitäre Pilze auf Farnen und dikotylen höheren Pflanzen. Das Wirtsgewebe wird jedoch nicht abgetötet, sondern zur Bildung von Hypertrophien (Narrentaschen), Verformungen (Kräuselkrankheit) und Hexenbesen angeregt.

## Merkmale
Sie besitzen ein haploides Hefestadium, während dessen sie sich saprophob ernähren, und eine ascusbildende Dikaryophase, die ausschließlich auf dem Wirt stattfindet. Dabei werden nie Fruchtkörper (Ascomata) ausgebildet, sondern ihre Asci brechen zwischen den Epidermiszellen hervor und bilden ein zusammenhängendes Hymenium auf der Oberfläche des Wirtes. Sie besitzen immer acht Sporen. Bei vielen Arten sind sie zudem mit Konidien gefüllt, die von den Sporen abgeschnürt werden. Bei einigen Arten wird durch Querverbindungen im unteren Teil der Asci eine sogenannte Basalzelle gebildet.
Taphrina-Arten können sehr unterschiedliche Krankheitsbilder hervorrufen:
- Kräuselkrankheit der Blätter
- Hexenbesen an Zweigen
- Hypertrophien an Früchten (Narrentaschen)

## Arten
Insgesamt sind etwa 100 Arten bekannt, davon ca. 30 in Europa.
Durch die strenge Wirtsbindung werden die Arten nach den Wirten geordnet:
- Taphrina filicina: An Karthäuserfarn
- Taphrina hiratsúkae: An Straußenfarn
- Taphrina vestergrenii: An Gemeiner Wurmfarn
- Taphrina athyrii: An Frauenfarn
- Taphrina lutescens: An Sumpf-Lappenfarn (Thelypteris palustris)

- Taphrina johansonii: An Zitterpappel
- Taphrina rhizophora: An Weißpappel
- Taphrina populina: An Schwarz-Pappel

- Taphrina carpini: Hexenbesen an Hainbuchen

- Taphrina caerulescens: Bildet blaugrüne Blattflecken an verschiedenen Eichen

- Taphrina ulmi: Bildet kleine Flecken und Beulen auf den Blättern von Ulmen

- Taphrina crataegi: Ruft Verwachsungen an den Trieben sowie eine rötliche Kräuselung de Blätter an Weißdorn
- Taphrina bullata: Bildet kleine anfangs gelbgrüne, später schwärzende blasige Wucherungen an Birnen
- Taphrina tormentillae: Bildet gelbliche Wucherungen an Blättern und Stängeln an Fingerkraut, besonders an Blutwurz.

- Taphrina pruni: Bildet Narrentaschen an Pflaume und Schlehe
- Taphrina padi: Narrentaschen an Gewöhnlicher Traubenkirsche
- Taphrina deformans: Kräuselkrankheit an Pfirsich, Nektarine und Aprikose[2]
- Taphrina wiesneri: Bildet Hexenbesen an Sauerkirsche und Vogel-Kirsche
- Taphrina insititiae: Verwachsungen an Trieben an Pflaume und Schlehe

- Taphrina acerina: Hexenbesen an Spitzahorn
- Taphrina polyspora: Flecken an Blättern von Tatarenahorn
- An Birken:
  - Taphrina nana
  - Taphrina alpina
  - Taphrina lapponica
  - Taphrina betulina
  - Taphrina turgida
  - Taphrina betulae
  - Taphrina autumnalis
  - Taphrina carnea
  - Taphrina bacteriosperma
- An Grau- und Schwarz-Erlen
  - Taphrina alni: Erreger der Erlen-Narrentasche
  - Taphrina epiphylla
  - Taphrina sadebeckii
  - Taphrina tosquinetii